# Patkó Béla Kiki
Patkó Béla Kiki, született: Patkó Béla (Budapest, 1957. július 19.– ) Máté Péter-díjas magyar énekes.
Zenei karrierje közel négy évtizedet fog át. Pályafutását 1976-ban kezdte a Jeep zenekar énekes- basszusgitárosaként, majd az Első Emelet zenekar frontembereként vált ismertté. 
A nyolcvanas évek egyik legsikeresebb zenekarával több mint egy millió albumot adtak el. 13 arany- és 3 platinalemezt tudhatnak magukénak és több mint ezer élő koncertet adtak országszerte és a határon túl is. További olyan sikeres kiadványokban is közreműködött, amelyek révén újabb arany-, platina-, és gyémántlemezekkel gazdagodott. Szóló énekesként 1995-ben mutatkozott be a közönség előtt, Szerelem-sztrájk című albumával. 2013 év végén, a Papp László Budapest Sportarénában véglegesen elköszönt közönségétől az Első Emelet zenekar. Ezután Kiki 2014 év elején egy zenés színházi darabban kapott szerepet. 
2015. március 13-án rendezte meg első önálló akusztikus koncertjét. 2016. október 28-án újabb koncertet adott, Pop&Folk címmel, amin vendégművészekkel együtt lépett színpadra. 2017 óta újra együtt zenélnek Berkes Gáborral, mint Emelet zenekar. Koncertjeiken az Első Emelet legnagyobb slágereit hallhatja a közönség.

## Életpályája
Patkó Béla Kiki autószerelőnek tanult, de hamar rájött, hogy igazából a zene az, ami érdekli, így egy percet sem dolgozott a szakmában. Egy helyi amatőr együttes után bekerült az Óceán zenekarba, akikkel 1981-ben elindultak a Táncdalfesztiválon Kuka blues című dalukkal, ami egy Hobó paródia volt. 
Ezután rövid időre a Nino együttesben énekelt, majd 1983 végén bekerült az Első Emelet zenekarba, és ez meghozta számára az országos ismertséget és sikert. A zenekar éveken keresztül különböző kategóriák díjait nyerte el, a Pop-Meccs gálán pedig elsősorban a közönség szavazatai alapján. Négy éven keresztül, 1986-tól 1989-ig sorozatban vehette át az év énekese díjat. 1987-ben helyet kapott a Poptarisznya All Stars csapatban, melyben az ország nagy énekesei közösen adták elő Demjén Ferenc Jelszó: Love című dalát.
A következő év egy új fajta sikert hozott, hiszen Vincze Lillával énekelt duettjük a Júlia nem akar a földön járni az ország kedvence lett és heteken át vezette a slágerlistát. A zenekar 1992-től nem zenélt aktívan, Kikit viszont felkérték, hogy vegyen részt a Filmslágerek magyarul című produkcióban. Ezeken a kiadványokon, Zoltán Erikával énekeltek duettet, a Grease című zenés film slágereit adták elő. Jakab György, Zámbó Jimmy és Gergely Róbert társaságában a Kokomo valamint önállóan, a Végtelen történet című film főcímdalát énekelte. 1995-ben jelent meg Szerelem-sztrájk című szólóalbuma, melyen Bogdán Csabával dolgoztak együtt. Ezen a lemezen hallható az Éretlenek című dal, amely a hasonló című televíziós filmsorozat főcímdala volt. 
A zenekar „pihenőideje” alatt nyolc éven keresztül volt szerkesztő, műsorvezető a Juventus Rádiónál, In-Team és Est-beszéd című műsoraiban kérdezte vendégeit. A Művészetek Palotájában négy éven át volt a magyar produkciókért felelős külsős munkatárs. Az Első Emelet a SYMA Csarnokban egy telt házas koncerttel ünnepelte 25. jubileumi évfordulóját 2008-ban. Ekkor döntöttek úgy, hogy újból elkezdenek koncertezni és öt éven keresztül járták az országot élő koncertjeikkel. 
A Magyarországon elsőként 2010-ben megrendezett X-Faktor televíziós műsor fináléjában, az Első Emelet volt az est extra produkciója, ahol a Ma van a te napod című legújabb szerzeményükkel álltak színpadra. Az előadás érdekessége az volt, hogy a nézők ekkor láthattak először flash mob, vagyis villámcsődületet a televízió képernyőjén. 2013-ban, a zenekar harmincadik életévében, nagy bejelentést tettek: december 28-án a Papp László Budapest Sportarénában adnak koncertet, amely a zenekar utolsó koncertje lesz. Azon az estén az Első Emelet végleg elköszönt a közönségétől, és lezárult egy korszak az énekes életében.
2014 márciusában, a Turay Ida Színházban, bemutatták a Csakazértis Szerelem zenés játékot, melyben Patkó Béla Kiki is szerepet kapott. A színdarab két szálon fut, Kiki egy levél olvasása közben visszaemlékszik a nyolcvanas évek történéseire. Az ő emlékeit láthatja a néző, amelyben az énekes is aktívan részt vesz, igyekszik a múltban egyengetni a szereplők útját. A színdarab nagy sikert aratott, több nagyváros szabadtéri színpadán adták elő a nyár folyamán. Jelenleg az új otthonába költözött Turay Ida Színházban látható Budapesten.
Jelenleg, a színház mellett szólókarrierjét építi. 2014-es év végén Berkes Gáborral új dalokon kezdtek el dolgozni. Első közös daluk az Útitárs eltér a megszokott Első Emelet hangzástól: rockosabb, dinamikusabb stílussal tér vissza a népszerű énekes. Szövegírónak az Anti Fitness Club énekes–gitárosát, Molnár Tamást kérte fel. Kiki első önálló akusztikus koncertjét 2015. március 13-án láthatja a közönség.
A zene mellett életének másik fontos meghatározó eleme a sport. Focizott, jégkorongozik és újabban úszással valamint kardió edzésekkel tartja karban magát.
2016 májusában új dallal jelentkezett – Engedd el címmel, melynek zeneszerzője Johnny K. Palmer, szövegírója Molnár Tamás.
2016. augusztus 20. alkalmából állami kitüntetésben részesítették, több évtizedes, népszerű előadóművészi tevékenységéért.
2016. október 28-án nagysikerű önálló koncertet adott a RaM Colosseumban Pop&Folk címmel. Népzenei hangszerekkel ötvözték a popzenét. Vendégei, Illényi Katica hegedűművész, Fehér Zsombor a Kerekes Band furulyása, Unger Balázs a Cimbalibandből és Ott Rezső harmonikán játszották a jól ismert Első Emelet dalokat. A különleges és jól sikerült estén Kiki legkedveltebb Első Emelet dalait, valamint régebbi és legújabb szólódalait hallhatta a közönség.
2017. május közepén, kollégájával Berkes Gáborral nagy bejelentést tettek. Megalakították az Emelet elnevezésű zenekart. A két előadó elhatározta, hogy nem hagyják a régi Első Emelet dalokat elveszni és koncertezésbe kezdenek. Az előadásokon nem csak az Első Emelet dalokat hallhatják, hanem Kiki új dalait. A két zenész az Emelettel párhuzamosan, külön-külön is dolgoznak. Kiki minél több új dallal szeretne megjelenni, míg Berkes Gábor a Rapülőkkel és színházi darabjain dolgozik.
2017. május végén megjelent Várj című új dala. A korábbi közös munka során jól megtalálta a hangot a két fiatal szerzővel, így a Várj című dal szerzői is Johnny K. Palmer és Molnár Tamás.
Egy héttel az új dal és videó megjelenése után, az Engedd el című dal akusztikus változatát is bemutatta.
2018 februárjában, a PetőfiTV Akusztik sorozatában az A38 Hajón adott az Emelet Akusztik koncertet, amely 2018. március 5-én került adásba. A koncert magas színvonalát a meghívott vendégek is emelték. Unger Balázs a Cimbalibandból, Fehér Zsombor a Kerekes Bandből valamint Molnár Tamás a Jetlagből zenéltek együtt egy-egy dalban a zenekarral.
2018. februárja óta, a Petőfi Rádió Dalra Magyar című műsorának műsorvezetője. 
2019-ben megjelent Szabadon című dala, melynek szerzői Szabó Zé és Molnár Tamás.  A Nagy-Szín-Pad! Crew, valamint a 2019-es Eurovíziós Dalfesztivál szakmai zsűrijének tagja.

## Zenekarai
- Jeep
- Nino
- Óceán
- Első Emelet
- Emelet

## Lemezei

### Hanghordozók
- Első Emelet 1 – 1984
- Első Emelet 2 – 1985
- Első Emelet 3 – 1986
- Első Emelet 4 – 1987
- Első Emelet Turné ’88
- Első Emelet – Naplemez – 1988
- Első Emelet – Vadkelet – 1989
- Első Emelet – Kis generáció – 1990
- Első Emelet Best Of – 1997
- Kiki – Szerelem-sztrájk – 1995
- Első Emelet – Megyek a szívem után – 2011
- Patkó Béla Kiki – Útitárs – 2014
- Patkó Béla Kiki feat. BLR – Engedd el- 2016
- Patkó Béla Kiki – Várj – 2017
- Patkó Béla Kiki – Engedd el – akusztik – 2017
- Patkó Béla Kiki feat. Emelet – Az Utazó – 2018
- Patkó Béla Kiki – Szabadon – 2019

### Egyéb kiadványok, amelyeken közreműködött
- Mondd Love 1987
- Filmslágerek Magyarul I. II. III. 1992–1993
- Mindannyian mások vagyunk (válogatás) 1994
- Best of Kisberkes (válogatás) 1997
- Sztárcsengő (válogatás) 1999
- Sláger slágerek 5. / Minden idők legnagyobb slágerei (válogatás) 2001
- Gyorsabban, magasabbra, erősebben (válogatás) 2004
- Nagy hazai házibuli lemez – Mix (válogatás) 2005
- A 80-as évek magyar slágerei karaoke DVD 2 (válogatás) 2006
- A nagy retromix album (válogatás) 2007
- Retro-Pop-Tarisznya B. Tóth Lászlóval (válogatás) 2007
- Juventus Summer Hits 2008 (válogatás) 2008

## Díjai, elismerései
- Popmeccs – Az év énekese (1986, 1987, 1988, 1989, 1990)
- ISM különdíj (2000)
- A Magyar Érdemrend lovagkeresztje (2016)[11]
- Máté Péter-díj (2021)[12]

## Színházi szerepe
A Színházi adattárban regisztrált bemutatóinak száma: 1.
| Darab                | Szerep | Színház           | Bemutató         | Forrás |
| -------------------- | ------ | ----------------- | ---------------- | ------ |
| Csakazértis szerelem | önmaga | Turay Ida Színház | 2014. március 1. | [ 14 ] |